# Léon de Rosny

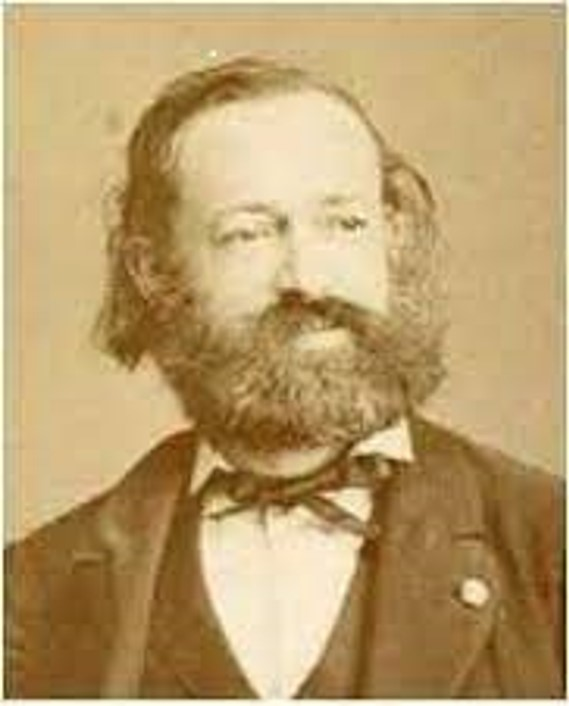
Léon de Rosny

Léon Louis Lucien Prunol de Rosny (chinesisch 羅尼; geboren 5. April 1837 in Loos; gestorben 28. August 1914 in Fontenay-aux-Roses) war ein französischer Ethnologe, Linguist, Orientalist, Begründer der Japanologie in Frankreich.

## Leben und Werk
Léon Louis Lucien Prunol de Rosny machte in jungen Jahren 1851 eine Lehre als Buchbinder, bevor er Typograf wurde. Seine Ausbildung absolvierte er bei Adrien de Jussieu (1797–1853) am Naturhistorischen Museum, einem Treffpunkt zwischen Orientalisten, Philologen und Naturforschern. Auf Drängen seines Privatlehrers für Mathematik, Charles de Labarthe (1812–1871), wandte er sich der Orientalistik zu. Nach vierjähriger Arbeit, als Rosny erst zwischen 15 und 19 Jahre alt war, veröffentlichte er 1856 seine Einführung in das Studium der japanischen Sprache. Als Pionier auf diesem Gebiet erhielt er 1858 vom Minister für öffentliche Bildung offiziell den Auftrag, ein Japanisch-Französisch-Englisch-Wörterbuch zu verfassen.
Ab 1863 stellte Rosny seine Kenntnisse der japanischen Sprache und Zivilisation meisterhaft unter Beweis. Für Rosny gibt es kein tiefes Wissen über das eine ohne das andere, wie er in seiner Rede zur Eröffnung des Japankurses im Jahr 1863 zum Ausdruck brachte. Bis 1873 veröffentlichte er zahlreiche Texte zu den für ihn wesentlichen Aspekten dieser Zivilisation: Schriften, Literatur, Geschichte, Religionen, insbesondere in den Eröffnungsreden seiner Vorlesungen. Rosny konzentrierte sich besonders auf linguistische Fragen und die japanische Schrift, wie sein Artikel aus dem Jahr 1867 zeigt: „Des affinités du japonais avec certaines langues du continent asiatique“. Seine Ausbildung als Drucker machte ihn übrigens sensibel für die Frage des Drucks sino-japanischer Schriftzeichen in Frankreich. Bereits 1854 beriet er die Kaiserliche Druckerei in dem Bestreben, die japanischen Seiten seiner Texte drucken zu lassen, hinsichtlich der Gravur japanischer Hiragana- und später Katakana-Stempel. Diese Zusammenarbeit sollte dreißig Jahre lang andauern.
Rosny selbst druckte zahlreiche Werke in der Werkstatt, die er in seiner Unterkunft in der Avenue Duquesne eingerichtet hatte. So brachte er 1868 auf seiner eigenen Druckpresse die erste japanische Zeitung heraus, die in Frankreich veröffentlicht wurde: „Yo-no ouvasa“ (Les échos du monde), von der allerdings nur zwei Ausgaben erschienen. Die Ausbreitung orientalistischer Studien in Europa veranlasste Rosny, Wissenschaftler auf großen Kongressen, wie dem „Internationale Kongress der Orientalisten“ (1873) zusammenzubringen. Ziel war es, den Informationsaustausch zwischen Orientalisten zu ermöglichen, Methoden und Schlussfolgerungen zu vergleichen und die Praxis zu standardisieren, beispielsweise durch die Schaffung einer einzigen Methode zur Transkription von Japanisch. Der Schwerpunkt lag auf Japanstudien: Dieses Projekt erforderte eine echte wissenschaftliche Zusammenarbeit zwischen Frankreich und Japan. Die japanische Gesandtschaft beteiligte sich aktiv an den Debatten und etwa zehn Japaner waren bei den Sitzungen anwesend. Die behandelten Fragen betrafen hauptsächlich Linguistik und Archäologie, wobei das Augenmerk auf die konkrete Untersuchung von Objekten und Büchern gelegt wurde. Im Rahmen dieses Kongresses wurde die Sammlung von Bronzen und japanischen Büchern zusammengestellt, die Enrico Cernuschi (1821–1896) während seiner Asienreise mit dem Kunstkritiker Théodore Duret (1838–1927) in den Jahren 1871–1872 zusammengetragen hatte.
Ab den 1880er Jahren veröffentlichte Léon de Rosny keine Originalartikel mehr über Japan; seine früheren Texte wurden neu veröffentlicht und seine Artikel in Sammlungen eingearbeitet. „La civilisation japonaise“ (1883) stellt zwölf Vorträge zusammen, von  „La place du Japon dans la classification ethnographique de l’Asie“ bis „La révolution moderne au Japon“, und nebenbei „L’influence de la Chine  sur la civilisation du Japon“.